# AS阿德玛
AS阿德玛足球俱乐部是一个位于马达加斯加塔那那利佛市的一家足球俱乐部。该俱乐部曾经连续3次赢得马达加斯加冠军联赛 冠军（2002、2006、2012年）. 在2002年，该俱乐部还还进入了非足联冠军联赛四强但输给了埃及的马斯里。

## 历史
该俱乐部第一次获得马达加斯加联赛冠军是在2002年。在2002年10月31日，该队对阵奥林匹克埃米内队产生了足球界历史以来最大的比分纪录149-0。主要的原因是奥林匹克埃米内队由于对上一场对阵DSA阿茨蒙多拉诺的裁判不满判罚，在愤怒之下，结果一开场的时候，奥林匹克埃米内队的所有足球成员疯狂地集体向自家球门射门，对方球员而站在同一位置而无动于衷，而当时裁判并未立即结束比赛，而裁判吹了全场比赛结束的哨音以后，即出现前文所敘述的悬殊比分荒唐的一幕。

## 荣誉
- 马达加斯加冠军联赛: 4次

2002, 2006, 2012, 2021
- 马达加斯加杯: 3次

2007, 2008, 2009
- 马达加斯加超级杯: 2次

2006, 2008